# الافكو
الافكو (ALAFCO) شركة تمويل شراء وتأجير طائرات مقرها في الكويت ومدرجة في سوق الكويت للأوراق المالية، وهي شركة طيران مشتركة بين الخطوط الجوية الكويتية وبيت التمويل الكويتي ومؤسسة الخليج للاستثمار. وتمارس الشركة كافة أنشطتها وفقا لتعاليم الشريعة الاسلامية في الفقة الإسلامي الاقتصادي.

## العملاء
تشمل قائمة عملاء الافكو كل من الخطوط الملكية الأردنية والخطوط الجوية الماليزية وأوروبا الجوية والخطوط الجوية التركية وخطوط شرق الصين والخطوط الجوية اليمنية والخطوط الجوية الهندية وطيران جنوب الصين والخطوط الوطنية الكويتية وطيران سكاي والخطوط الجوية السعودية

### عقود مستقبلية
للشركة عقود مستقبلية معا الطيران العماني  وعقد للخطوط الجوية التايلاندية لتأجير 6 طائرات ايرباص 900-350.

## الاسطول
للشركة 50 طائرة حاليا وتنوي مضاعفة الأسطول إلى 100 طائرة بحلول 2020 بهدف الحفاظ على متوسط عمر اسطول الشركة عند 6 سنوات 

## رأس المال
ارتفع رأس مال ألافكو خلال يناير 2016 من 81.88 مليون دينار كويتي إلى 95.209 مليون دينار، بعد دخول مؤسسة الخليج للاستثمار على شراء حصة إستراتيجية في رأس المال تبلغ 14 في المئة، وعلى إثر ذلك انخفضت حصص كل من بيت التمويل الكويتي والخطوط الجوية الكويتية من 53 في المئة إلى 45 في المئة ومن 11.47 إلى 9.86 في المئة على التوالي.

## وصلات خارجية
- الموقع الرسمي للشركة (بالإنجليزية)